# Filharmonia Krakowska
Kraków Philharmonic (tiếng Ba Lan: Filharmonia Krakowska), là phòng hòa nhạc chính ở Kraków, Ba Lan. Đây là một trong những khán phòng lớn nhất trong thành phố. Tòa nhà bao gồm hội trường chính dùng để biểu diễn hòa nhạc với 693 chỗ ngồi, và hai địa điểm nhỏ hơn có tên gọi Golden Hall và Blue Hall dành cho các buổi hòa nhạc thính phòng.

## Xây dựng
Kraków Philharmonic Concert Hall được kiến trúc sư Józef Pokutynski thiết kế với các yếu tố Tân Baroque lấy cảm hứng từ Maison du Peuple ở Bruxelles. Tòa nhà được tài trợ vởi Hoàng tử và Hồng y Adam Stefan Sapieha và hoàn thành năm 1931. Năm 1996, một đại phong cầm 50 ống đã được Karl Schuke thực hiện lắp trong hội trường để thay thế cho cây đàn cũ. Cây đại phong cầm được thiết kế và lắp đặt bởi Klais Orgelbau của Bonn, một công ty gia đình chuyên về các dự án quy mô lớn trên toàn cầu. Sảnh hòa nhạc là trụ sở của Filharmonia im. Karola Szymanowskiego w Krakowie cũng là khán phòng của Capella Cracoviensis.

## Lịch sử

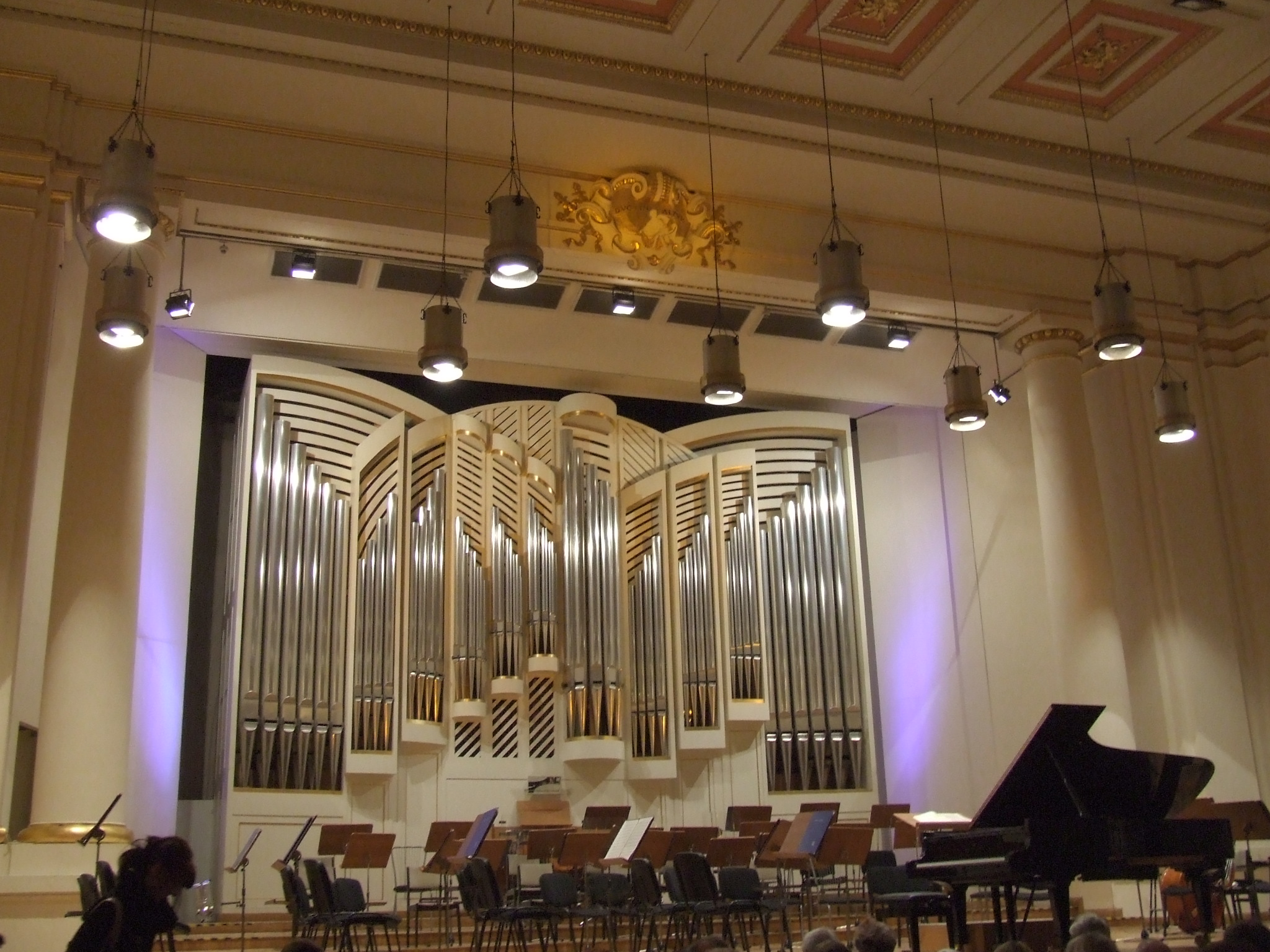
Nội thất bên trong của Kraków Philharmonic với cây đại phong cầm Klais mới ở phía sau

Những nỗ lực nghiêm túc đầu tiên nhằm tạo nên một dàn nhạc giao hưởng thường trú trong thành phố bắt nguồn từ thế kỷ 18. Đội chuyên nghiệp đã tập hợp từ năm 1909 dưới sự quản lý của nhà soạn nhạc Feliks Nowowiejski (1877-). Kể từ khi thành lập dưới thời Phân chia Ba Lan, và trong suốt thời gian giữa hai cuộc chiến, Kraków Philharmonic vẫn duy trì được Công đoàn Nhạc công Chuyên nghiệp Ba Lan cho những người biểu diễn làm việc quanh thành phố, bao gồm trong các quán cà phê và trong các rạp chiếu phim câm. Mục tiêu của Công đoàn là bảo vệ phúc lợi cho các thành viên của mình cũng như trình độ biểu diễn nghệ thuật của họ. Đóng góp chính cho nền văn hóa âm nhạc địa phương là việc tổ chức các buổi hòa nhạc giao hưởng. Dàn nhạc giao hưởng Philharmonic biểu diễn thường xuyên cho đến tận Cuộc tấn công Ba Lan (1939) vào tháng 9 năm 1939.
Trong thời gian Chiếm đóng Ba Lan (1939-1945) theo lệnh của Hans Frank, Chính phủ Đức quốc xã của Chính quyền Trung ương bán thuộc địa đặt ở Kraków, một dàn nhạc mới Nur für Deutsche (tạm dịch: Dành riêng cho người Đức) được thành lập vào tháng 7 năm 1940 dưới quyền của tướng Gestapo Bruno Müller. Dàn nhạc này có tên gọi là Dàn nhạc Giao hưởng Chính quyền Trung ương.
Dàn nhạc giao hưởng hiện nay đóng trụ sở tại Kraków Philharmonic từ tháng 2 năm 1945. Đây là dàn nhạc giao hưởng đầu tiên của Ba Lan thời hậu chiến, dưới sự quản lý của Giáo sư Zygmunt Latoszewski.
Các chỉ huy dàn nhạc và Giám đốc âm nhạc chính của Kraków Philharmonic từ trước đến nay gồm có Witold Rowicki, Giáo sư Krzysztof Penderecki, Gilbert Levine (1987–1993), Roland Bader của Berlin Philharmonic Orchestra, Paweł Przytocki (March 2009 - September 2012) (Tổng giám đốc điều hành và Giám đốc Nghệ thuật) và nhiều nghệ sĩ nổi tiếng khác nữa.

## Nghệ sĩ độc tấu
Một danh sách dài của một vài nghệ sĩ độc tấu nổi tiếng thế giới đã biểu diễn trên sân khấu của Kraków Philharmonic, gồm có: Victoria de los Angeles, Claudio Arrau, Gina Bachauer, Arturo Benedetti Michelangeli, Cathy Berberian, Stanislav Bunin, Shura Cherkassky, Zara Dolukhanova, Dorothy Dorow, Annie Fischer, Emil Gilels, Sidney Harth, Gary Karr, Nigel Kennedy, Leonid Kogan, Gidon Kremer, Nikita Magaloff, Witold Małcużyński, Yehudi Menuhin, Midori Gotō, Shlomo Mintz, Tatiana Nikolayeva, Lev Oborin, Garrick Ohlsson, David Oistrakh, Igor Oistrakh, Vlado Perlemuter, Maurizio Pollini, Ruggiero Ricchi, Mstislav Rostropovich (được biết đến như là Mścisław Rostropowicz ở Ba Lan), Sviatoslav Richter, Artur Rubinstein, Isaac Stern, Daniil Shafran, Henryk Szeryng, Narciso Yepes, Yo-Yo Ma, và Teresa Żylis-Gara, giọng soprano nổi tiếng nhất Ba Lan cũng đã trình diễn lần đầu tại đây vào năm 1956.